# Goosebumps 2: Haunted Halloween
Goosebumps 2: Haunted Halloween (även kallad Goosebumps 2 i hemmedia) är en amerikansk skräckkomedifilm från 2018 i regi av Ari Sandel och med manus skrivet av Rob Lieber och Darren Lemke. Filmen är en uppföljare till filmen Goosebumps från 2015, och är baserad på böckerna med samma namn av R.L. Stine. Inför den här filmen har inga skådespelare från den förra filmen, förutom Jack Black (vars roll är okrediterad), återvänt. Den nya rolluppsättningen består av bland annat Wendi McLendon-Covey, Madison Iseman, Jeremy Ray Taylor, Caleel Harris, Chris Parnell och Ken Jeong. 
Goosebumps 2: Haunted Halloween hade premiär i USA den 12 oktober 2018.

## Rollista
- Madison Iseman – Sarah Quinn
- Jeremy Ray Taylor – Sonny Quinn
- Caleel Harris – Sam Carter
- Wendi McLendon-Covey – Kathy Quinn
- Chris Parnell – Walter
- Ken Jeong – Mr. Chu
- Jack Black (okrediterad) – R.L. Stine
  - Den riktige R.L. Stine gör ett cameoframträdande i filmen i rollen som rektor Harrison (Sonny och Sams rektor)
- Mick Wingert – Slappy (röst)
  - Avery Lee Jones står för dockspelandet av Slappy
- Bryce Cass – Tyler Mitchell
- Peyton Wich – Tommy Madigan
- Kendrick Cross – Mr. Carter
- Shari Headley – Mrs. Carter
- Courtney Lauren Cummings – Jess
- Jessi Goei – Maya
- Katharine C. Lumpkin – en monsterbrud
- Kent Wagner – en odödlig pirat
- Marsha Shackelford – en kvinnlig cyborg
- Barry W. Jerald Jr. – en grå alien
- Sherri Millican – en banshee
- Scott Millican – en rödhårig gast
- Joseph N. Hardin – en vampyr
- Alex T. Hill – en fågelskrämma
- Benjamin Bladon – en kunglig mumie

Calaca-damerna spelas av Iyani Gwendolyn, Cheniqua Litchmore och Hali J. Ross. Goblinerna spelas av Cody Jenkins och Joe Marri. Mumierna spelas av Mary Tracia Froedge, Robert Hunt, Martin Skyler, Grace Toso, Calvin Wickham och Taylor Williams. 
Det visas även en kort scen med karaktärerna Ryu och Ken från TV-spelserien Street Fighter där man har lånat röstklipp från de olika spelen och sedan lagt in i filmen.